# Alok Sharma
Alok Sharma, né le 7 septembre 1967 à Agra (Inde), est un homme politique britannique. En 2021, il est le président de la COP26.

## Biographie
D'ascendance indienne et scolarisé au Blue Coat School à Reading, il poursuit ses études à l'université de Salford (BSc). Il est expert-comptable de profession (FCA).
Membre du Parti conservateur, Sharma est depuis 2010 élu membre du Parlement de la circonscription de Reading West dans le Berkshire. 
De juillet 2016 à juin 2017, il est sous-secrétaire d'État parlementaire aux affaires étrangères et au Commonwealth (FCO), ministre chargé de l'Asie-Pacifique. Puis, il intègre le gouvernement May II en qualité de Ministre d'État d'abord au sein du Département du Logement, des Communautés et du Gouvernement local (2017-2018) puis au sein du Département du Travail et des Retraites (2018-2019). 
Du 24 juillet 2019 au 13 février 2020, il est secrétaire d'État au Développement international dans le gouvernement Johnson puis Secrétaire d'État aux Affaires, à l'Énergie et à la Stratégie industrielle à partir de cette même date.
En février 2020, il est élu président de la COP26 de Glasgow du 1er au 12 novembre 2021.